# Sorvete de astronauta

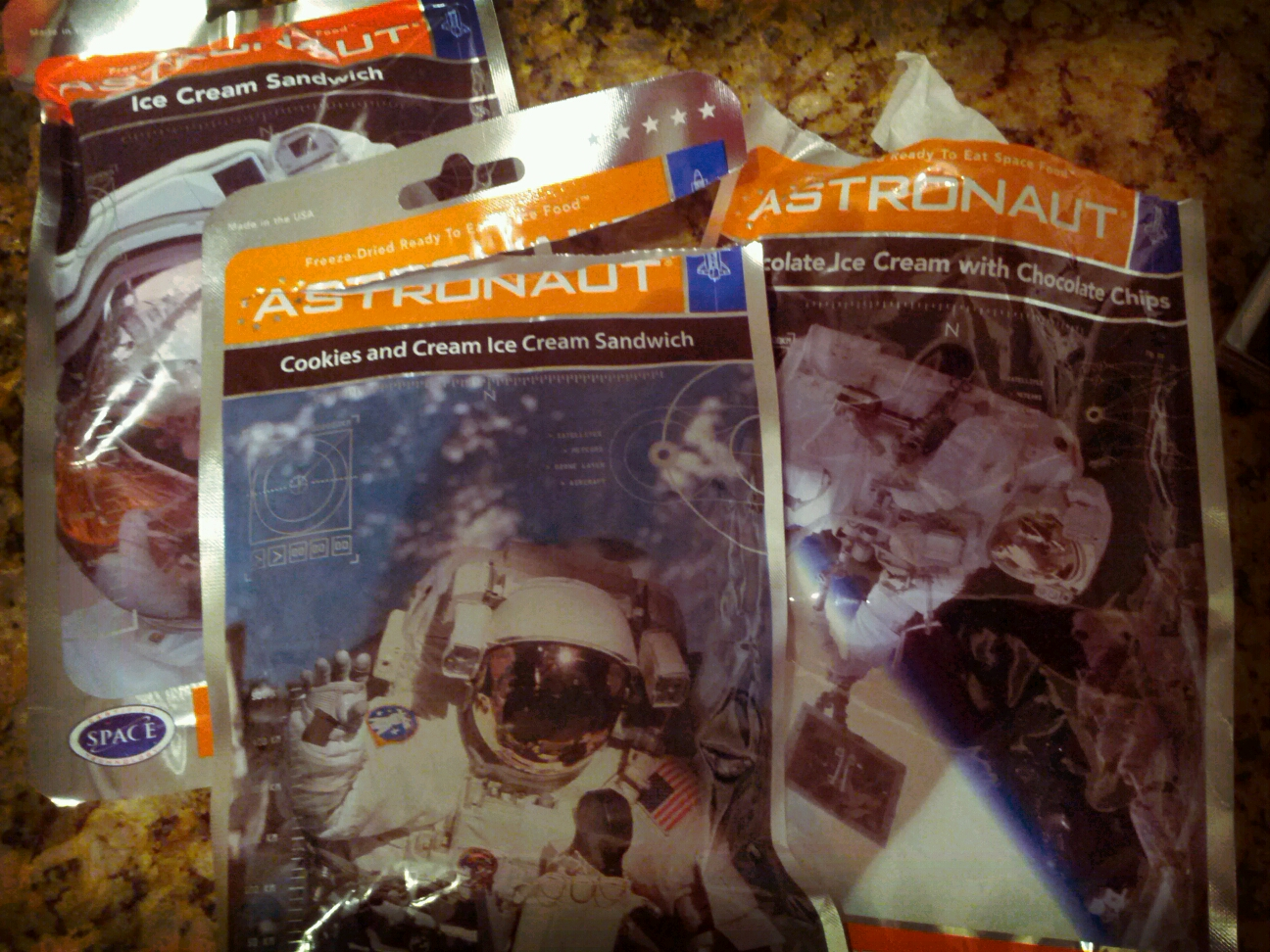
Pacotes de sanduíche de sorvete liofilizado.

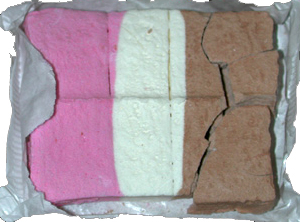
Sorvete napolitano liofilizado, mostrado com folha hermética parcialmente desembrulhada

Sorvete liofilizado, também conhecido como sorvete de astronauta ou sorvete espacial, é um sorvete que teve a maior parte da água removida por um processo de liofilização. Em comparação com o sorvete comum, ele pode ser mantido em temperatura ambiente sem derreter, é seco e mais quebradiço e rígido, mas ainda é macio ao ser mordido. Foi desenvolvido pela Whirlpool Corporation sob contrato com a NASA para as missões do Apollo. No entanto, ele não foi usado em nenhuma missão do Apollo. Os alimentos liofilizados foram desenvolvidos para que pudessem ser enviados em voos espaciais de longa duração, como para a Lua, e para reduzir o peso da água e do oxigênio normalmente encontrados nos alimentos, bem como para não derreter e derramar líquidos em gravidade zero, o que seria problemático.
O processo de liofilização remove a água do sorvete, diminuindo a pressão atmosférica até um ponto em que o gelo sublimará diretamente de um estado sólido para um estado gasoso. O sorvete é primeiro colocado em uma câmara de vácuo e congelado até que a água restante cristalize. A pressão do ar é então reduzida abaixo do ponto triplo da água, criando um vácuo parcial, forçando o ar para fora da câmara. Em seguida, o calor é aplicado, sublimando o gelo. Finalmente, uma bobina de congelamento prende e transforma a água vaporizada em gelo. Esse processo continua por horas, resultando em uma fatia de sorvete liofilizada.
O sorvete liofilizado é vendido por correspondência e é comum em museus de ciências e lojas de presentes de centros de visitantes da NASA, às vezes acompanhado de outros alimentos liofilizados.

## Uso no espaço
Os alimentos liofilizados foram inicialmente desenvolvidos para as missões Mercury. Apesar do uso de imagens de astronautas em trajes espaciais nas embalagens dos produtos, o sorvete liofilizado não foi incluído em nenhuma missão em que foram usados trajes espaciais. A única evidência de que o sorvete liofilizado já tenha voado no espaço é o cardápio da missão Apollo 7, no qual ele está listado como uma das refeições. No entanto, quando perguntaram ao único membro sobrevivente da Apollo 7, ele não se lembrava de ter sido servido no voo.
De acordo com um cientista de alimentos da NASA, embora o sorvete liofilizado tenha sido desenvolvido a pedido, "ele não era tão popular". O astronauta Mike Massimino expressou sua aversão ao sorvete liofilizado, chamando-o de "nojento" e "mais parecido com um material de construção do que com um alimento".

## Sorvete tradicional no espaço
Durante a década de 1970, os astronautas comeram sorvete comum na estação espacial Skylab e sorvete comum também foi consumido na Estação Espacial Internacional. O Skylab tinha um freezer que era usado para sorvete comum, e, ocasionalmente, os astronautas do Ônibus Espacial e da Estação Espacial Internacional também levaram sorvete comum para a estação espacial.

## Consumo público
Em 1973, o centro de visitantes do Ames Research Center, na Califórnia, começou a pesquisar como permitir que os visitantes provassem a comida dos astronautas. Eles entraram em contato com a American Outdoor Products e a Backpacker's Pantry, sendo que esta última se tornou uma fonte conhecida de refeições liofilizadas, como ensopados e até mesmo pratos de macarrão para campistas e mochileiros. A NASA/AMES trabalhou com a American Outdoor Products para produzir o primeiro sorvete liofilizado do mundo, e a Astronaut Foods, visando permitir que as pessoas conheçam o sabor da comida espacial.